# Universal Television
Universal Television, precedentemente Universal Media Studios e prima ancora NBC Universal Television Studio, è la casa di produzione televisiva appartenente al gruppo NBC Universal.
Le origini di questa società risalgono al 1943, con la nascita della Revue Studios, destinata prevalentemente alla produzione di programmi radiofonici. La Revue Studios viene fondata dalla MCA - Music Corporation of America (società del gruppo Vivendi) e mantiene l'originario nome fino al 1962, quando, dopo l'acquisizione della Universal Pictures, la MCA la trasforma in Universal Television. Nel 2004 viene fatta la joint venture tra General Electric e Vivendi per la nascita della NBC Universal e la Universal Studios si unisce alla NBC Studios, creando la nuova NBC Universal Television Studio, che nel 2007 diventerà Universal Media Studios. Dal 12 settembre 2011 la divisione torna a chiamarsi Universal Television.
La Universal Television si occupa della produzione di serie tv, film per la televisione e programmi d'intrattenimento, destinati ad essere trasmessi sul canale NBC e i suoi affiliati.

## Produzioni in corso
- American Auto
- As We See It
- Bel-Air
- Chicago Fire
- Chicago Med
- FBI
- FBI: International
- FBI: Most Wanted
- Girls5eva
- Grand Crew
- Hacks
- Harlem
- Jurassic World - Nuove avventure
- La Brea
- Late Night with Seth Meyers
- Law & Order
- Law & Order: Organized Crime
- Law & Order - Unità vittime speciali
- Little America
- Magnum P.I.
- Manifest
- Master of None
- New Amsterdam
- Non ho mai...
- Russian Doll
- Rutherford Falls
- Schmigadoon!
- Storie incredibili
- Ted Lasso
- That Damn Michael Che
- That's My Jam
- The Amber Ruffin Show
- The Blacklist
- The Equalizer
- The Gilded Age
- The Tonight Show
- Young Rock